# Ramillies (België)
Ramillies (Waals: Ramiêye) is een gemeente in de Belgische provincie Waals-Brabant. De gemeente telt ruim 6000 inwoners.
In Ramillies ontspringt de Kleine Gete. Ook de Grote Gete loopt door de gemeente.

## Geschiedenis

### Slag bij Ramillies
Deze gemeente is vooral gekend door de Slag bij Ramillies, die er op 23 mei 1706 uitgevochten werd tussen Frans-Beierse troepen enerzijds en Brits-Nederlands-Deense troepen anderzijds. De veldslag werd een klinkende overwinning voor de tweede partij.
De Britse troepen werden aangevoerd door de hertog van Marlborough, de Nederlandse door Hendrik van Nassau-Ouwerkerk, door de Britten consequent aangeduid als 'Lord Overkirk': zelfs Downing Street 10, zijn huis te Londen, heette 'Overkirk House'. Het geallieerde leger onder de algemene leiding van Marlborough slaagde er in korte tijd in het overgrote deel van de Spaanse Nederlanden op de Fransen te heroveren.
De overwinning had een enorme weerklank in Groot-Brittannië en maakte mede de hertog van Marlborough beroemd tot op de dag van vandaag. Verschillende straten, gebouwen en zelfs vijf oorlogsschepen door de eeuwen heen werden "Ramillies" genoemd: het laatste daarvan heeft zelfs uitgebreid dienstgedaan bij de D-Day bombardementen in Normandië in 1944.
In Nederland zijn de veldslag en Hendrik van Nassau-Ouwerkerk zo goed als vergeten, wat vreemd genoemd kan worden. Het aandeel van de Nederlanders in de overwinning was immers minstens zo groot als het Britse: de grote doorbraak vond plaats dankzij de Nederlandse troepen net ten zuiden van Ramillies.  Bovendien werd met deze slag een belangrijk oorlogsdoel - de Fransen te verdrijven uit de Spaanse Nederlanden - bereikt.

### Gemeente
Op het einde van het ancien régime werd Ramillies een gemeente. Bij een keizerlijk decreet van 1812 werd de naburige gemeente Offus opgeheven en bij Ramillies aangehecht tot de nieuwe gemeente Ramillies-Offus. Die gemeente werd in 1977 een deelgemeente van de nieuwe fusiegemeente die de korte naam Ramillies kreeg.

## Kernen

### Deelgemeenten
| # | Naam                          | Opp. (km²) | Inwoners (2020) | Inwoners per km² | NIS-code |
| - | ----------------------------- | ---------- | --------------- | ---------------- | -------- |
| 1 | Ramillies-Offus               | 8,19       | 824             | 101              | 25122A   |
| 2 | Grand-Rosière-Hottomont       | 7,40       | 736             | 99               | 25122B   |
| 3 | Geest-Gérompont-Petit-Rosière | 7,81       | 1.541           | 197              | 25122C   |
| 4 | Mont-Saint-André              | 5,54       | 830             | 150              | 25122D   |
| 5 | Bomal                         | 4,31       | 322             | 75               | 25122E   |
| 6 | Autre-Eglise                  | 8,28       | 1.174           | 142              | 25112F   |
| 7 | Huppaye                       | 7,53       | 1.121           | 149              | 25112G   |

#### Overige kernen
- Hédenge in Autre-Eglise
- Offus en het dorpscentrum van Ramillies in Ramillies-Offus
- Molembais-Saint-Pierre en Fauconval in Huppaye
- Grand-Rosière, Hottomont en Le Chenois in Grand-Rosière-Hottomont
- Geest-Gérompont en Petit-Rosière in Geest-Gérompont-Petit-Rosière

Het gemeentehuis staat in Gérompont.
De plaats had ook een station Ramillies op de kruising van spoorlijn 142 en spoorlijn 147.

## Bezienswaardigheden
In Ramillies-Village, de dorpskern van Ramillies, bevindt zich:
- De Sint-Hubertuskerk (Église Saint-Hubert) is een kerkgebouw van 1868, in eclectische stijl.

## Natuur en landschap
De hoogte aan de kerk bedraagt 145 meter. 

## Demografische ontwikkeling
Alle historische gegevens hebben betrekking op de huidige gemeente, inclusief deelgemeenten, zoals ontstaan na de fusie van 1 januari 1977.
- Bronnen:NIS, Opm:1831 tot en met 1981=volkstellingen; 1990 en later= inwonertal op 1 januari

| Inwoners van jaar tot jaar op 1 januari 1992 tot heden | Inwoners van jaar tot jaar op 1 januari 1992 tot heden | Inwoners van jaar tot jaar op 1 januari 1992 tot heden |
| jaar                                                   | Aantal                                                 | Evolutie: 1992=index 100                               |
| ------------------------------------------------------ | ------------------------------------------------------ | ------------------------------------------------------ |
| 1992                                                   | 4.681                                                  | 100,0                                                  |
| 1993                                                   | 4.761                                                  | 101,7                                                  |
| 1994                                                   | 4.871                                                  | 104,1                                                  |
| 1995                                                   | 4.964                                                  | 106,0                                                  |
| 1996                                                   | 4.994                                                  | 106,7                                                  |
| 1997                                                   | 5.062                                                  | 108,1                                                  |
| 1998                                                   | 5.102                                                  | 109,0                                                  |
| 1999                                                   | 5.251                                                  | 112,2                                                  |
| 2000                                                   | 5.295                                                  | 113,1                                                  |
| 2001                                                   | 5.422                                                  | 115,8                                                  |
| 2002                                                   | 5.573                                                  | 119,1                                                  |
| 2003                                                   | 5.632                                                  | 120,3                                                  |
| 2004                                                   | 5.715                                                  | 122,1                                                  |
| 2005                                                   | 5.752                                                  | 122,9                                                  |
| 2006                                                   | 5.756                                                  | 123,0                                                  |
| 2007                                                   | 5.856                                                  | 125,1                                                  |
| 2008                                                   | 5.944                                                  | 127,0                                                  |
| 2009                                                   | 6.021                                                  | 128,6                                                  |
| 2010                                                   | 6.043                                                  | 129,1                                                  |
| 2011                                                   | 6.154                                                  | 131,5                                                  |
| 2012                                                   | 6.201                                                  | 132,5                                                  |
| 2013                                                   | 6.168                                                  | 131,8                                                  |
| 2014                                                   | 6.211                                                  | 132,7                                                  |
| 2015                                                   | 6.216                                                  | 132,8                                                  |
| 2016                                                   | 6.293                                                  | 134,4                                                  |
| 2017                                                   | 6.325                                                  | 135,1                                                  |
| 2018                                                   | 6.394                                                  | 136,6                                                  |
| 2019                                                   | 6.522                                                  | 139,3                                                  |
| 2020                                                   | 6.548                                                  | 139,9                                                  |
| 2021                                                   | 6.592                                                  | 140,8                                                  |
| 2022                                                   | 6.651                                                  | 142,1                                                  |
| 2023                                                   | 6.667                                                  | 142,4                                                  |
| 2024                                                   | 6.700                                                  | 143,1                                                  |
| 2025                                                   | 6.710                                                  | 143,3                                                  |

## Politiek

### Resultaten gemeenteraadsverkiezingen sinds 1976
| Partij                                                     | 10-10-1976 | 10-10-1976 | 10-10-1982 | 10-10-1982 | 9-10-1988 | 9-10-1988 | 9-10-1994 | 9-10-1994 | 8-10-2000 | 8-10-2000 | 8-10-2006 | 8-10-2006 | 14-10-2012 | 14-10-2012 | 14-10-2018 | 14-10-2018 | 13-10-2024 | 13-10-2024 |
| Stemmen / Zetels                                           | %          | 15         | %          | 15         | %         | 15        | %         | 15        | %         | 17        | %         | 17        | %          | 17         | %          | 17         | %          | 17         |
| ---------------------------------------------------------- | ---------- | ---------- | ---------- | ---------- | --------- | --------- | --------- | --------- | --------- | --------- | --------- | --------- | ---------- | ---------- | ---------- | ---------- | ---------- | ---------- |
| PS1 / APRB / R.20002 / EPR3 / REMC / Liste du BourgmestreD | 15,251     | 2          | 12,641     | 1          | 35,52B    | 5         | 5,491     | 0         | 14,62     | 2         | 9,312     | 1         | 17,843     | 3          | 32,26C     | 5          | 36,83D     | 7          |
| ICA / APRB / AC1 / ARC2 / REMC/ Liste du BourgmestreD      | 50,61A     | 8          | 61,79A     | 11         | 35,52B    | 5         | 14,371    | 1         | 64,45A    | 12        | 13,662    | 2         | 11,562     | 1          | 32,26C     | 5          | 36,83D     | 7          |
| ICA                                                        | 50,61A     | 8          | 61,79A     | 11         | 61,61A    | 10        | 67,27A    | 13        | 64,45A    | 12        | 61,97A    | 12        | 55,54A     | 11         | 43,73A     | 8          | 18,86A     | 3          |
| ICA/ Impulsion Ramillies1                                  | 50,61A     | 8          | 61,79A     | 11         | 61,61A    | 10        | 67,27A    | 13        | 64,45A    | 12        | 61,97A    | 12        | 55,54A     | 11         | 43,73A     | 8          | 24,931     | 5          |
| ECOLO                                                      | -          |            | -          |            | 2,87      | 0         | 12,87     | 1         | 20,94     | 3         | 15,06     | 2         | 15,05      | 2          | 24,00      | 4          | 13,33      | 2          |
| S Engager pour Ramillies                                   | -          |            | -          |            | -         |           | -         |           | -         |           | -         |           | -          |            | -          |            | 6,05       | 0          |
| RD                                                         | 34,14      | 5          | 24,51      | 3          | -         |           | -         |           | -         |           | -         |           | -          |            | -          |            | -          |            |
| CCI                                                        | -          |            | 1,06       | 0          | -         |           | -         |           | -         |           | -         |           | -          |            | -          |            | -          |            |
| Totaal stemmen                                             | 2907       | 2907       | 3170       | 3170       | 3262      | 3262      | 3514      | 3514      | 3729      | 3729      | 4089      | 4089      | 4272       | 4272       | 4512       | 4512       | 4623       | 4623       |
| Opkomst %                                                  |            |            |            |            | 97,99     | 97,99     | 96,64     | 96,64     | 127,05    | 127,05    | 95,96     | 95,96     | 94,06      | 94,06      | 92,23      | 92,23      | 90,61      | 90,61      |
| Blanco en ongeldig %                                       | 1,65       | 1,65       | 1,67       | 1,67       | 1,87      | 1,87      | 3,59      | 3,59      | 3,97      | 3,97      | 3,35      | 3,35      | 3,44       | 3,44       | 3,97       | 3,97       | 4,56       | 4,56       |

## Nabijgelegen kernen
Offus, Folx-les-Caves, Franquenée, Taviers, Grand-Rosière, Geest-Gérompont